# Taschfin ibn Ali
Taschfin ibn Ali (arabisch تاشفين بن علي, DMG Tāšfīn b. ʿAlī; † 23. März 1145) war Herrscher der Almoraviden (1143–1145).
Taschfin ibn Ali wurde 1128 von seinem Vater Ali ibn Yusuf (1106–1143) zum Gouverneur von Granada ernannt. Da er sich als fähiger Heerführer erwies, beorderte ihn sein Vater zehn Jahre später zur Unterstützung gegen die Almohaden nach Marrakesch zurück. Nach dem Tod von Ali ibn Yusuf übernahm Taschfin ibn Ali die Führung der Almoraviden. Um die erstarkenden Almohaden in Nordmarokko aufhalten zu können, mussten die Truppen aus Al-Andalus abgezogen werden, das außerdem von Aufständen gegen die Herrschaft der Almoraviden erschüttert wurde.
Der Niedergang des Reiches konnte dennoch nicht mehr aufgehalten werden. Als der Söldnerführer Reverter 1144 im Kampf fiel, liefen die christlichen Söldner zu den Almohaden unter Abd al-Mumin über. Diese gewannen dadurch endgültig die Oberhand und besiegten Taschfin ibn Ali 1145 bei Oran. Kurz darauf starb Taschfin ibn Ali. Nachfolger wurden zunächst sein Sohn Ibrahim (1145), dann sein Bruder Ishaq (1146–1147).